# Tien Kwan
Tien Kwan eller Zeta Tauri (ζ Tauri, förkortat Zeta Tau, ζ Tau) som är stjärnans Bayerbeteckning, är en dubbelstjärna belägen i den västra delen av stjärnbilden Oxen. Den har en genomsnittlig skenbar magnitud på 3,01 och är klart synlig för blotta ögat. Baserat på parallaxmätning inom Hipparcosuppdraget på ca 7,3 mas, beräknas den befinna sig på ett avstånd av ca 440 ljusår (140 parsek) från solen.

## Nomenklatur
Zeta Tauri kallas i kinesisk astronomi 天 關, Pinyin, Tiānguān, vilket betyder Celestial Gate, en asterism inom Net (畢 宿Bì Xiù ) ”herrgård”. 天 關 (Tiānguān) har också översatts som Tien Kwan. Tekniskt hänvisar Tiānguān inte bara till Zeta Tauri utan till en asterism, av vilken Zeta Tauri är huvudstjärnan, tillsammans med 113 Tau, 126 Tau, 128 Tau, 129 Tau, 130 Tau och 127 Tau. År 2016 organiserade Internationella astronomiska unionen en arbetsgrupp för stjärnnamn (WGSN) som angav Tianguan som det korrekta namnet för denna stjärna.

## Egenskaper
Tien Kwan är en blå jättestjärna  av spektralklass B2 IIIpe. Den är en enkelsidig spektroskopisk dubbelstjärna, där de två komponenterna kretsar så nära varandra att de inte kan upplösas med ett teleskop. Istället indikeras den primära komponentens omloppsrörelse av ändrade Dopplereffekter i absorptionslinjerna i dess spektrum. De två komponenterna är separerade med ett uppskattat avstånd på cirka 1,17 astronomiska enheter. De följer cirkulära banor med en omloppsperiod på nästan 133 dygn.
Tien Kwan har en massa som är 11,2 gånger solens massa och en uppskattad radie som är 5,5  gånger större än solens. Den utsänder från dess fotosfär ca 4,2 gånger mera energi än solen vid en effektiv temperatur på ca 15 500 K.
Primärstjärnans följeslagare har en massa som är omkring 94 procent av solens, även om det inte är känt om detta är en huvudseriestjärna, en neutronstjärna eller en vit dvärg. Om det är en huvudseriestjärna, indikerar massan att den kan vara av spektralklass G4.  Spektrumet för primärstjärnan leder till spektralklass B2 IIIpe, där luminositetsklass "III" anger att detta är en jättestjärna som har förbrukat vätet i sin kärna och utvecklats bort från huvudserien. P-suffixet anger ospecificerade kemiska särdrag i spektrumet, medan "e" används för stjärnor som visar emissionslinjer.
Tien Kwan visar variation i dess spektrum och ljusstyrka. Den allmänna katalogen över variabla stjärnor listar den som en förmörkelsevariabel och y Cas-variabel, men den behöver inte vara någon av dessa.